# Dragon Ball Legends
 (janvier 2025).
Si vous disposez d'ouvrages ou d'articles de référence ou si vous connaissez des sites web de qualité traitant du thème abordé ici, merci de compléter l'article en donnant les références utiles à sa vérifiabilité et en les liant à la section « Notes et références ».
 (novembre 2023).
Dragon Ball Legends (ドラゴンボールレジェンズ, Doragon Bōru Rejenzu) est un jeu vidéo mobile de combat développé et édité par Bandai Namco Games sur iOS et Android, avec un mode en ligne et histoire, sorti le 31 mai 2018.
Ce jeu est basé sur l’univers des mangas et animes Dragon Ball, incluant Dragon Ball, Dragon Ball Z, Dragon Ball Super, Dragon Ball GT, Dragon Ball Daima ainsi que les différents films de la licence.

## Trame
Le mode histoire de Dragon Ball Legends se divise en deux récits principaux :
- Le Mode Événement dans lequel le joueur revit les grands moments de l'œuvre Dragon Ball afin de récupérer des récompenses ;
- Une histoire originale consacrée à Shallot, un Saiyan venu du passé.

Au cours de l'histoire, Shallot peut se transformer en Super Saiyan 1, 2, 3, Super Saiyan Divin et Super Saiyan Blue. L'histoire se découpe en plusieurs parties qui retracent l'histoire de la saga Dragon Ball, à savoir les Saiyan (partie 1), Namek (partie 2), les cyborgs (partie 3), Cell (partie 4), la rencontre avec Caulifla (partie 5), Boo (partie 6), Shallot Super Saiyan Divin (partie 7) ainsi que le Super Saiyan Blue (partie 14). Pendant l'histoire, Shallot et ses amis combattent des méchants charismatiques de la série, ainsi qu'un méchant au visage caché pendant les premières parties.

### Liste des parties
Partie 1 : Saiyan atemporel (7 chapitres, 6 épisodes)
Partie 2 : Alliance avec l'Empereur du mal (8 chapitres, 7 épisodes)
Partie 3 : Le cyborg de la destruction (7 chapitres, 7 épisodes)
Partie 4 : Le terrible Super Cell game (8 chapitres, 8 épisodes)
Partie 5 : Guerrières porteuses de tempête (5 chapitres, 7 épisodes)
Partie 6 : Combat décisif contre le Majin maléfique (5 chapitres, 7 épisodes)
Partie 7 : Vers un tout autre niveau (7 chapitres, 8 épisodes)
Partie 8 : De mauvaises intentions rampantes (6 chapitres, 8 épisodes)
Partie 9 : Shallot et Giblet (5 chapitres, 7 épisodes)
Partie 10 : Le pire ennemi passe à l'action (5 chapitres, 8 épisodes)
Partie 11 : Combats intenses dans l'univers 7 (5 chapitres, 8 épisodes)
Partie 12 : La résolution de chacun (5 chapitres, 8 épisodes)
Partie 13 : Lutte contre des dieux maléfiques (7 chapitres, 8 épisodes)
Partie 14 : Affrontement intense, les assassins les plus redoutables ! (6 chapitres, 6 épisodes)
Partie 15 : Une situation désespérée ! La terre tremble ! (5 chapitres, 8 épisodes)
Partie 16 : Stratagème impitoyable, liens brisés (5 chapitres, 7 épisodes)
Partie 17: La grande bataille commence ! (2 chapitres, 5 épisodes) (en cours)

### Personnages exclusifs au jeu
Plusieurs personnages inédits sont présents dans le jeu. Certains tels que Shallot, Giblet, Zahha et même un personnage duo Goku & Bardock.

## Système de jeu
Le jeu est un jeu de combat en un contre un, en temps réel, où chaque joueur contrôle une équipe de trois combattants sur six disponibles dans son équipe. Chaque combattant possède un ou deux attributs influençant les dégâts infligés en fonction de l’attribut de l’adversaire.
Chaque joueur dispose de quatre cartes en bas de l’écran, représentant différentes techniques. Il suffit d’appuyer sur une carte pour l’utiliser. Si un joueur a moins de quatre cartes en main, une carte aléatoire lui est automatiquement piochée pour compléter sa main. La vitesse de pioche est déterminée par le personnage, mais peut être augmentée artificiellement grâce à une carte jouée ou à une condition remplie, de manière temporaire ou permanente.

### Modes de jeu
Le jeu propose cinq modes principaux : l’Histoire, les Événements, les Combats en ligne, le Front Multivers et le Tournoi du Pouvoir.

### Rareté des personnages
Les personnages du jeu sont classés selon différentes raretés, par ordre croissant : Hero, Extreme, Sparking (incluant les Legends Limited) et Ultra. 

### Amélioration des personnages
Les personnages, une fois récupérés depuis les tirages du jeu, peuvent être améliorés dans la case entraînement, située dans le menu du jeu. Le joueur a la capacité d'attribuer un personnage dont le niveau est inférieur à 5 000, le niveau maximum, à une tâche qu'il peut réaliser en utilisant un objet spécifique sur une période donnée ou un niveau pour pouvoir l'améliorer jusqu'au niveau maximum.

### Boost d'âme
Le boost d'âme est une autre forme d'amélioration, qui permet à n'importe quel personnage déjà reçu, de pouvoir augmenter ses stats comme sa force (points de vie), son attaque ainsi que sa défense physique et d'énergie, etc. Le boost d'âme permet aussi de diminuer le coût du ki d'une carte d'art comme la carte physique et la carte d'énergie, le réduisant ainsi d'un point et d'augmenter le nombre d'équipements que le personnage peut avoir.

### Equipements
Dans Dragon Ball Legends, les équipements sont des objets permettant d'améliorer les statistiques des personnages. Chaque personnage peut équiper jusqu'à trois équipements, en fonction de sa catégorie (Saga, Race, ou Étiquette).
Les équipements sont répartis en plusieurs types :
- Équipements communs : divisés en plusieurs niveaux de rareté (bronze, argent, or).
- Équipements éveillés : versions améliorées des équipements classiques, donnant des meilleures stats face à ces derniers.
- Équipements uniques : réservés à certains personnages ou catégories spécifiques et offrant des bonus adaptés à leurs compétences particulières.
- Équipements platine : destinés aux personnages Ultra plus anciens, ces équipements peuvent être utilisés à tout moment sur un personnage en particulier, mais contrairement aux autres équipements, une case supplémentaire est débloquée lorsque ce personnage atteint ★7, offrant ainsi des bonus supplémentaires.

### Tirage
Le tirage est le principal mécanisme d'acquisition des personnages dans Dragon Ball Legends. Il repose sur l'utilisation de Cristaux du Temps, la monnaie premium du jeu, ou de Tickets de tirage, obtenus via divers évènements ou missions proposés. Certaines bannières fonctionnent avec un système de paliers (Step-Up), offrant des récompenses supplémentaires en fonction du nombre d’invocations réalisées.
Il existe plusieurs types de tirages :
- Tirage simple : permet d’obtenir un seul personnage en échange d’un certain nombre de Cristaux du Temps (généralement 100).
- Tirage multiple : offre plusieurs personnages simultanément, parfois assortis de bonus ou de garanties de rareté minimale.
- Tirages gratuits : disponibles à certaines occasions, généralement en fin de palier sur la bannière d’un personnage. Une fois ce tirage effectué, le palier se réinitialise, permettant au joueur de recommencer la progression sur la bannière concernée.
- Tirages avec tickets : accessibles grâce à des tickets obtenus lors de récompenses de connexion, d’événements ou de missions spécifiques.

Les probabilités d’obtenir un personnage varient en fonction de sa rareté, les unités Ultra et Legends Limited étant les plus difficiles à obtenir.

### Bannières
Les bannières constituent les portails d’invocation du jeu, permettant aux joueurs d’effectuer des tirages pour obtenir des personnages. Elles sont renouvelées régulièrement et présentent des taux d’obtention variables selon les unités disponibles.
On distingue plusieurs types de bannières :
- Bannières permanentes : accessibles en permanence, elles proposent une large sélection de personnages sans nouvelles unités exclusives.
- Bannières événementielles : disponibles pour une durée limitée, elles mettent en avant des personnages spécifiques ou récents avec des taux d’obtention ajustés.
- Bannières Zenkai : dédiées à l’amélioration des personnages existants via le renforcement Zenkai.
- Bannières Ultra : consacrées aux unités Ultra, qui possèdent un taux d’obtention plus faible mais une puissance accrue.

Certaines bannières adoptent un système de paliers progressifs (Step-Up), dans lequel chaque invocation contribue à débloquer des avantages supplémentaires, tels que des tickets garantissant un personnage de haute rareté.

### Cristaux du temps
Les cristaux du temps sont la principale monnaie du jeu, permettant d’effectuer des tirages pour obtenir de nouveaux personnages. Ils peuvent être obtenus en effectuant des achats dans la boutique ou en les gagnant à travers divers événements réguliers.

### Les anniversaires
Chaque année, à l'occasion de l'anniversaire de Dragon Ball Legends, de nouveaux personnages sont ajoutés au jeu, souvent accompagnés d’événements spéciaux et de mises à jour majeures.
- 2019 : Introduction du nouveau type de personnage Sparking Legends Limited avec Super Vegetto.
- 2020 : Ajout de Vegetto Super Saiyan Blue (Legends Limited).
- 2021 : Ajout de Gogeta Super Saiyan 4, Zamasu fusionné (Corrompu) et Gohan Super Saiyan 2, tous en Legends Limited.
- 2022 : 
  - 1ʳᵉ partie : Ajout de Goku Ultra Instinct (Legends Limited).
  - 2ᵉ partie : Ajout de Goku Super Saiyan 3 (Legends Limited).
  - 3ᵉ partie : Introduction de Super Vegetto, personnage de type Ultra.
- 2023 :
  - 1ʳᵉ partie : Introduction du duo Goku & Freezer (Legends Limited).
  - 2ᵉ partie : Ajout du duo Gamma 1 & Gamma 2 ainsi que de Piccolo Orange, tous deux en Legends Limited.
  - 3ᵉ partie : Introduction de Vegetto Super Saiyan Blue, personnage de type Ultra.
- 2024 : 
  - 1ʳᵉ partie : Ajout des duos Goku & Vegeta (forme de base) et Goku & Vegeta (Super Saiyan Blue), introduisant une nouvelle mécanique de fusion en combat permettant de se transformer respectivement en Vegetto Super Saiyan et Gogeta Super Saiyan Blue une fois leur jauge de synchronisation remplie.
  - 2ᵉ partie : Ajout de Goku Super Saiyan God et Gohan Ultime (Legends Limited).
  - 3ᵉ partie : Introduction de Gogeta Super Saiyan 4, personnage de type Ultra.

### Les Legends Festival

#### Attributs:    Attributs de base
Un attribut est donné à chaque personnage du jeu. Le système d'attribut se base sur la forme d'un Pierre-Papier-Ciseaux. En voici la liste :
- ROU : fort contre JAU, faible contre BLE et TEN ;
- JAU : fort contre VIO, faible contre ROU et TEN ;
- VIO : fort contre VER, faible contre JAU et TEN ;
- VER : fort contre BLE, faible contre VIO et TEN ;
- BLE : fort contre ROU, faible contre VER et TEN.

#### Attributs spéciaux
Un attribut spécial est attribué à certains personnages comme Shallot, cependant un personnage ayant un attribut spécial n'a pas d'attribut de base. Voici la liste des compatibilités :
- TEN : fort contre tous les attributs de base, faible contre LUM ;
- LUM : fort contre TEN, faible contre aucun attribut.

### Cartes d'arts
Les cartes d'arts sont les cartes que l'on active pour déclencher des combos. Il y a six types de cartes :
- Les cartes physiques : ces cartes permettent à votre personnage de se déplacer jusqu'à l'ennemi et de déclencher un combo au corps-à-corps. Les combos déclenchés varient en fonction des personnages. Certaines cartes comme les cartes d'énergie peuvent interrompre les attaques physiques, à condition que le personnage ne soit pas immunisé face à ces attaques durant la charge. Les cartes sont rouges et sont symbolisées par un poing.
- Les cartes d'énergie : ces cartes permettent de lancer des boules d'énergie. Les cartes sont jaune et sont symbolisées par un kikôha.
- Les cartes uniques : ces cartes augmentent les statistiques de votre personnage, lui faisant récupérer du ki, le soignant ou infligeant un malus aux adversaires, souvent dans un délai imparti. Certaines cartes vertes peuvent également bloquer l'adversaire ou lancer un projectile contre l'adversaire pour déclencher un combo, ce qui forcera l’adversaire à se téléporter s'il le peut. Les cartes sont vertes et sont symbolisées par trois petites étoiles.
- Les cartes techniques spéciales : ces cartes permettent de lancer une attaque puissante iconique du personnage : Kamehameha pour Goku, Makankosappo pour Piccolo, etc. Ces cartes peuvent être déclenchés comme projectile ou comme une attaque chargeant vers l'adversaire. Les cartes sont bleues foncées et sont symbolisées par une grosse boule d'énergie.
- Les cartes d'éveil: ces cartes permettent de déclencher une attaque assez spéciale, pouvant altérer le statut d'un combat. Elle peut lancer une attaque suicide du personnage ou une transformation de ce dernier. Les cartes sont violettes et sont symbolisées par un personnage entouré d'une aura. Ces cartes sont d'ailleurs les plus rares à obtenir car elles ne sont disponibles que pour très peu de personnages.
- Les cartes ultimes : ces cartes permettent de lancer l'attaque la plus puissante du personnage. Elles s'obtiennent généralement en déclenchant la capacité principale du personnage. Les cartes sont bleues claires et sont symbolisées par deux mains faisant un "Final Flash" (attaque iconique de Vegeta).

### Ki
Le ki est l'énergie qui sert à utiliser des cartes d'art (voir ci-dessus). Une carte d'énergie en coûte environ 30, une carte physique environ 20, une carte unique environ 15 et une carte spéciale dans les 50 (le coût varie selon les personnages). Les cartes ultimes ont toujours 20 de coût. Le ki est représenté par un cercle pouvant se remplir et un chiffre en haut à droite du cercle (allant de 0 à 100). Le ki se régénère tout seul, mais il est possible de le charger en restant appuyé sur l'écran. Certaines capacités (principales, uniques, etc.) permettent aussi d'en gagner et d'autres à en faire perdre à l'adversaire.

### Téléportation
La téléportation est une technique qui permet d'esquiver l'attaque ennemie. Pour effectuer une téléportation, il faut faire glisser son doigt sur l'écran vers la gauche ou vers la droite. Il faut également que la jauge de téléportation soit pleine. La jauge de téléportation se trouve sous le personnage et se recharge au bout d'un certain temps. On ne peut pas se téléporter quand notre barre de téléportation n'est pas remplie. Si l'on change de personnage, on récupère notre barre d'esquive. Si la téléportation a eu lieu pile au même moment ou l'adversaire lance une carte d'art, notre personnage pourra alors commencer un combo sans aucun risque, cette version de téléportation s'appelle le "Perfect Vanish" (téléportation parfaite).

### Changement de personnage
Le changement de personnage est une mécanique de jeu qui permet au joueur de changer le personnage sur le terrain, le rendant alors actif. Cette mécanique peut être utilisé si l'un des personnages passif n'a pas de décompte ou de malus, l'empêchant alors de se rendre actif. Les joueurs peuvent utiliser cette mécanique pour changer d'attribut et ainsi s'avantager face au personnage de l'adversaire, ou lorsque l'un des deux joueurs veut protéger un de leurs personnages actif durant un combo adverse, faisant place alors à la mise à couvert. Certains personnages peuvent aussi pendant une mise à couvert, annuler l'attaque en cours de l'adversaire, mettant alors fin à son combo et peuvent même contre-attaquer avec une carte d'art spéciale si présente dans leur main.

### Tapactions
En appuyant sur l'écran, on peut déclencher divers effets durant un combat nommés les tapactions. Il en existe deux formes, les tapattaques et les tapotirs. Les tapattaques peuvent être employées de différentes manières. Si le personnage se trouve juste en face du personnage adverse, une série de coups de poing basiques aura lieu. Si le personnage se trouve à portée moyenne, il peut charger l'adversaire avec un coup d'épaule, nous permettant d'enchaîner sur d'autres attaques si réussies. Quand le personnage se trouve à une grande distance, il peut donner un coup-de-poing assez puissant lorsque le joueur glisse son doigt vers le haut au préalable. Le tapotir quant à lui se déclenche lorsque le personnage se trouve à une longue distance de l'adversaire, donnant alors lieu à un petit kikôha. Ces tapactions peuvent être très utiles car certaines bien placées permettent de stopper divers attaques adverses.

### Altérations d'état
Certains personnages peuvent appliquer des effets sur leur carte, comme Torpeur, Poison, Saignement ou Évanouissement. Torpeur bloque le personnage pendant une seconde lorsqu'il veut attaquer, ce qui fera annuler son attaque et donnera alors une chance à l'adversaire de contre-attaquer, Poison et Saignement sont des effets infligeant des dégâts à l'adversaire de manière temporaire et peuvent avoir différentes formes, pouvant alors infliger plus de dégâts au personnage cible et Évanouissement va paralyser le personnage pendant une dizaine de secondes, ne pouvant faire aucune action tant que le statut n'est pas fini ou jusqu'à ce que l'adversaire le frappe.

## Accueil
Dragon Ball Legends a une note de 4,4 sur 5 étoiles sur le Google Play Store